# Allophyes oxycanthae
Allophyes oxycanthae is een vlinder uit de familie van de uilen (Noctuidae). De wetenschappelijke naam werd gepubliceerd in 1758 door Carl Linnaeus in de tiende editie van Systema naturae.